# 드루 드로기

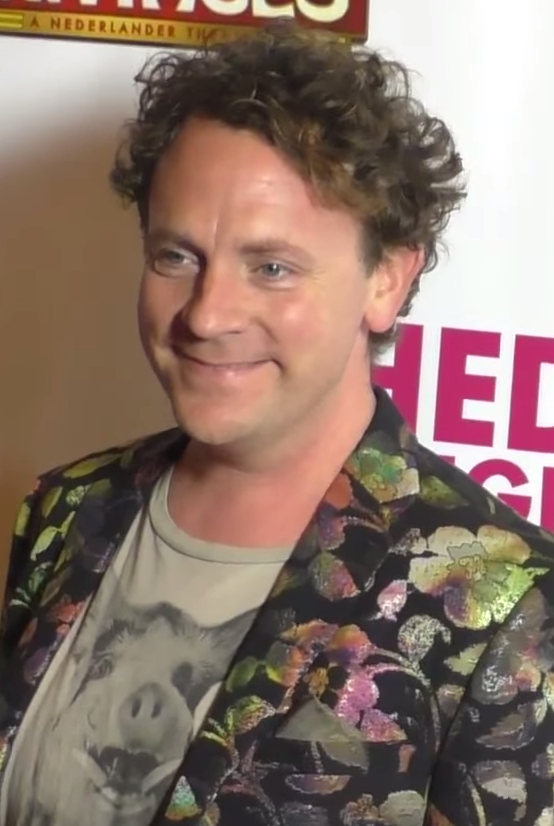

드루 드로기(영어: Drew Droege, 1977년 2월 9일 ~ )는 미국의 희극인, 배우이다.

## 영화
- 미스터 앤 미스터 대디 (2018년) - 드류 역
- 유아 킬링 미 (2015, You're Killing Me)
- 좀비 서바이벌 가이드 (2015년)
- 서치 굿 피플 (2014년)
- Paragon School for Girls (2013)
- 할리스 홀리데이 (2012년) - 덱스 역
- 지랄맞은 18세 (2012년) - 마이클 폴 역
- 이팅 아웃: 드라마 캠프 (2011년) - 딕 역
- 프릭 댄스 (2010년)
- 로미오 앤 줄리엣 리비지티드 (2002년)